# Туризм в зоне отчуждения Чернобыльской АЭС
В 1990-е годы, после того, как были проведены мероприятия по ликвидации последствий аварии на Чернобыльской АЭС и значительно снизился уровень радиации в районе станции и на прилегающих территориях, Чернобыльская зона отчуждения стала популярным объектом посещения: как легальных экскурсий, так и нелегальных проникновений. Создание государственного агентства «Чернобыльинтеринформ», доклад ООН от 2002 г., согласно которому в большинстве мест зоны отчуждения отныне можно было находиться без особого вреда.

## История
Первые туристы появились в Зоне отчуждения после мародёров, в середине 90-х годов, когда уровень радиации серьёзно упал, а все ценные вещи были вывезены и проданы. В 1995 году было создано Агентство информации, международного сотрудничества и развития «Чернобыльинтеринформ» — государственное предприятие Министерства Украины по вопросам чрезвычайных ситуаций и по вопросам защиты населения от последствий Чернобыльской катастрофы. Одной из целей агентства была и организация поездок в Чернобыльскую зону отчуждения. Этим занимался «Отдел международных связей и развития» агентства. Позже появились десятки фирм, которые организовывали экскурсии в Зону при сотрудничестве с «Чернобыльинтеринформ». В 2002-м вышел доклад ООН, согласно которому в большинстве мест зоны отчуждения отныне можно было находиться без особого вреда для организма. С тех пор число туристов, посетивших Чернобыль, ежегодно росло на 1-1,5 тыс. чел. В 2007 году вышла компьютерная игра «S.T.A.L.K.E.R.», которая также способствовала увеличению количества туристов в Чернобыльскую зону. В 2009 журнал Forbes назвал Чернобыльскую АЭС самым «экзотичным» местом для туризма на Земле.
В 2010 было принято решение открыть Зону для всех желающих (до этого посещение Зоны было ограниченным). По приказу министра по чрезвычайным ситуациям Украины Виктора Балоги были проведены радиологические исследования, наработаны картограммы радиационных уровней, на базе которых сформировали маршруты Зоны для посетителей. Результаты исследований показали, что на территории данных маршрутов в 30-километровой зоне можно находиться до 4-5 дней без вреда для здоровья, а в 10-километровой зоне без вреда для здоровья можно находиться 1 день. В декабре 2010 вышел приказ МЧС, который утвердил новые правила посещения Зоны гражданами Украины, иностранными делегациями и отдельными иностранцами а также правила радиационной безопасности, которые следовало соблюдать при посещении Зоны. В феврале 2011 правила были зарегистрированы Минюстом Украины и уже в марте вступили в силу. С этого момента открылся сезон туризма в Чернобыльской зоне по новой программе.
Но уже в июне 2011 доступ туристов в Зону снова был закрыт. Начиная с 23 июня поездки в Зону через туроператоров были временно прекращены по приказу украинских властей. МЧС прокомментировала это тем, что Генпрокуратура подала протест на приказ МЧС, которым был утверждён порядок посещения Зоны отчуждения. Само МЧС посчитало этот приказ законным. Решение по данному спору должен был вынести суд. В сентябре 2011 Чернобыльскую зону окончательно закрыли для туризма. В качестве одной из причин закрытия экскурсий чиновники называли то, что вырученные от туристов деньги не тратились на оказание помощи пострадавшему району. По решению Окружного административного суда Киева, приказ МЧС был признан противоправным. Министр по чрезвычайным ситуациям отказался судиться с прокуратурой и издал новый приказ с учётом её пожеланий. В ноябре Балога заявил, что после регистрации нового приказа Зону снова должны открыть для туризма. 2 декабря 2011 зона отчуждения вновь стала доступной для посещения в ознакомительных целях. По новому приказу, правила посещения были обратно ужесточены, и доступ в зону отчуждения ограничен: «Для учёных, экспертов, журналистов, международного контроля и мониторинга Зона и дальше будет оставаться доступной. Просто регламент визитов стал более требовательным» (В. Балога).
В 2013 году был начат процесс ликвидации агентства «Чернобыльинтеринформ». Уже с середины 2013 года агентство не занималось оформлением доступа в Чернобыльскую зону отчуждения, а только владело служебной гостиницей. Осенью агентство «Чернобыльинтеринформ» было окончательно ликвидировано.
В данный момент обязанности агентства выполняет ЧСК (Чернобыльский спецкомбинат).
В 2019 году вышел мини-сериал «Чернобыль», что в очередной раз поспособствовало популяризации туризма в этой зоне.

## Статистика посещений
| Год  | Период              | Количество (чел.) | Комментарий, ссылка            |
| ---- | ------------------- | ----------------- | ------------------------------ |
| 2004 | год                 | около 870         | [ 14 ]                         |
| 2005 | год                 | 2 тыс.            | [ 15 ]                         |
| 2006 | год                 | 5 тыс.            | [ 15 ]                         |
| 2007 | I полугодие         | 1557              | 199 делегаций                  |
| 2008 | год                 | 5,5 тыс.          | Из 58 государств               |
| 2009 | январь — ноябрь     | 6,9 тыс.          | Из 64 государств               |
| 2010 | январь — август     | 5 тыс.            | [ 17 ]                         |
| 2010 | год                 | около 8 тыс.      | [ 18 ]                         |
| 2011 | январь-июнь         | более 3 тыс.      | 304 делегации из 48 государств |
| 2011 | 23 июня — 1 декабря | —                 | Действовал запрет              |
| 2014 | год                 | более 8 тыс.      | [ 20 ]                         |
| 2016 | год                 | около 36 тыс.     | [ 20 ]                         |
| 2018 | год                 | 63 тыс.           | [ 20 ]                         |
| 2019 | год                 | 120-150 тыс.      | прогноз                        |
| 2020 | год                 | 32 тыс.           |                                |

## Особенности посещения зоны
В связи с особым административно-правовым статусом Чернобыльской зоны отчуждения на её территории действует контрольно-пропускной режим. На всех въездах установлены КПП, которые пропускают людей в зону только по пропускам. Поэтому перед посещением зоны участники должны направить запрос в отдел международного сотрудничества агентства «Чернобыльинтеринформ» («Заявление посетителя зоны отчуждения и зоны безусловного (обязательного) отселения»). Все посетители должны иметь с собой документ, подтверждающий личность (паспорт). Самостоятельное передвижение по зоне запрещено. Посетителей сопровождают гиды, которые для иностранцев выполняют также функции переводчиков. Фото и видеосъёмка на территории зоны разрешены, но ограничены. Требования правил радиационной безопасности также регламентируют надевать только закрытую, облегающую всё тело одежду, и накладывают ряд ограничений на свободу действий:
- не рекомендуется принимать пищу и курить на открытом воздухе;
- не рекомендуется прикасаться к сооружениям и растениям;
- не рекомендуется садиться и ставить предметы на землю;
- категорически запрещается вывозить за пределы зоны любые предметы;
- не рекомендуется пить воду из наземных источников на территории зоны.

Программа посещения зоны с указанием объектов, которые предполагается посетить, и маршрута передвижения согласовывается и утверждается заранее, отступление от неё недопустимо. При выезде из зоны осуществляется дозиметрический контроль участников. Личные вещи, обувь и одежда, которые не прошли контроль, подлежат дезактивации, а если таковая невозможна (в связи с высоким уровнем загрязнения), то изъятию. Посещение зоны отчуждения Чернобыльской АЭС связано с риском для здоровья, поэтому посетитель несёт личную ответственность за сохранность своего здоровья, а организаторы поездок такой ответственности не несут. В связи с этим посетитель перед въездом в зону обязан поставить подпись в соответствующем документе.

## Экскурсионные программы
При переезде из ЧАЭС в г. Припять можно увидеть «мост смерти» и «рыжий лес».
Проводятся групповые и индивидуальные посещения зоны. Индивидуальные поездки пользуются спросом среди профессиональных фотографов, корреспондентов, телевизионщиков и просто состоятельных путешественников.

## Посетители зоны
По словам экс-руководителя Госдепартамента администрации зоны отчуждения и обязательного отселения Андрея Сельского, «этих посетителей можно разделить на несколько категорий. Первая — самая многочисленная, — иностранные учёные, которые проводят соответствующие исследования совместно с украинскими учёными. Вторая по количеству — это журналисты: украинские и зарубежные. Третья — это те люди, которые раньше жили на территории зоны отчуждения и приезжают привести в порядок могилы своих родных и близких. Самая малочисленная группа — те, кто решил самостоятельно посмотреть на место катастрофы планетарного масштаба и то, как ликвидируют её последствия».

## Сталкеры и нелегальные проникновения в зону
Молодых людей, нелегально проникающих на территорию Чернобыльской зоны отчуждения, принято называть сталкерами или же просто — «нелегалами». Как правило, это поклонники индустриальной культуры, популярной компьютерной игры S.T.A.L.K.E.R. и просто любители острых ощущений. Проникновения в Зону отчуждения могут быть как одиночными, так и групповыми. Кроме обычного снаряжения для пешего похода, сталкеры используют дозиметры, радиометры и респираторы. Также, у некоторых задержанных сталкеров обнаруживали холодное и огнестрельное оружие. Кроме сталкеров, в Чернобыльскую зону часто нелегально проникают мародёры и браконьеры, которые ищут, чем бы поживиться, а также местные жители, которые собирают в зоне отчуждения грибы и ягоды. Нарушители проникают на территорию Зоны через прорывы в колючей проволоке.
В 2007 году в связи с незаконным пребыванием на территории Зоны на нарушителей составлено 300 протоколов. В 2008 году правоохранительными органами было зафиксировано 288 нелегальных проникновений в Зону отчуждения ЧАЭС(350 по другому источнику). В 2009 — свыше 400 (около 500 по другому источнику). Большинство задержанных в 2009 — жители окрестных сел. За январь-февраль 2011 было зафиксировано 196 административных нарушений, связанных с нелегальным пересечением границы режимной территории, в следующие 4 месяца — ещё 342 случая. Среди нарушителей 2011 года значительный процент — сталкеры. По сообщению корреспондента Еврорадио, посетившего Зону весной 2011, каждый день в чернобыльской зоне задерживают 5-6 сталкеров.

### Типы сталкеров
Учёный-эколог Сергей Паскевич, сотрудник Института проблем безопасности АЭС НАН Украины и автор множества публикаций на Чернобыльскую тематику, в своей статье «Сталкер — нелегальные проникновения в зону отчуждения, Припять и брошенные села» сделал обзор явления Чернобыльского сталкерства. Там он разделил сталкеров на две категории. Первую категорию он назвал любопытствующие игроманы, вторую — идейные.
К категории игроманов автор относит молодых людей в возрасте 20-24 лет, получившим «базовые» знания о Зоне отчуждения из компьютерных игр и Интернета. Для удовлетворения любопытства им хватает одного-двух посещений Зоны. Немногие игроманы заходят в глубь Зоны отчуждения, часто им достаточно побывать в Зоне обязательного отселения. Идейные сталкеры заходят в 30-километровую зону отчуждения, и изредка в десятикилометровую. Также, идейные предпочитают более длительный срок пребывания (несколько дней) и лучше экипированы.
Кроме молодых людей, увлекающихся индустриальным туризмом, сталкерами часто называют бывших ликвидаторов последствий аварии на Чернобыльской АЭС и жителей г. Припяти, работающих гидами по Чернобыльской зоне отчуждения в туристических организациях и хорошо знающих зону.

### Информационные ресурсы сталкеров
Основной информационный источник сталкеров — это Интернет. Создано множество сталкерских сайтов и форумов, где энтузиасты коллекционируют справочную информацию, книги на чернобыльскую тематику, карты и планы местности, обмениваются мнениями и опытом и публикуют фотоотчёты своих походов.
В 2010 вышла в печать книга Артура Шигапова «Чернобыль, Припять, далее Нигде», которая, по словам из аннотации, является «самым необычным из всех выпущенных в мире путеводителей». В ней автор даёт множество информации и рекомендаций, обращаясь к читателю словами «сталкер» и «будущий сталкер».
С 2011 сталкеры-активисты начали выпускать самоизданную газету-альманах «Вестник сталкера». В 2011 вышло 4 номера газеты тиражом 1000 экземпляров и 1 спецвыпуск тиражом 1500 экземпляров.
В начале 2011 года в издательстве «Эксмо» вышла книга «Чернобыль. Реальный мир», где представлен наиболее полный анализ сталкерства, как явления в современной зоне отчуждения Чернобыльской АЭС. В книге представлено описание сталкеров, маршрутов движения, экипировка и дано описание основных достопримечательностей чернобыльской зоны отчуждения, которые посещают сталкеры. Авторы книги С. Паскевич и Д. Вишневский.

### Известные сталкеры
Одним из самых известных сталкеров Чернобыльской зоны отчуждения считается Александр Наумов (по прозвищу Полковник). Учёный-эколог Сергей Паскевич назвал Александра Наумова в своей статье главным чернобыльским сталкером. Лицо Наумова использовалось при создании одного из персонажей игры S.T.A.L.K.E.R. Александр Наумов — полковник милиции в отставке. После аварии на Чернобыльской АЭС участвовал в различных мероприятиях по ликвидации последствий. Потом много лет занимался охраной Чернобыльской зоны отчуждения. За свою жизнь А. Наумов досконально изучил зону. После отставки Наумов водил многочисленных иностранных журналистов по зоне в качестве гида и знатока. До 2003 года Наумов провёл в зону более 200 человек. В газете «Вестник Сталкера» есть авторские материалы Наумова.

## Законодательство

### Советский период
В первые годы после аварии зона была огорожена забором с колючей проволокой, местное население было эвакуировано, посторонних туда не пускали; но законодательно это никак не было закреплено. Радиационная обстановка загрязнённых территорий была засекречена. Местное население загрязнённых территорий было плохо информировано об уровнях заражения. 12 мая 1991 был введён в действие закон «О социальной защите граждан, пострадавших вследствие Чернобыльской катастрофы». Согласно этому закону, в зоне отчуждения запрещалось постоянное проживание населения, ограничивалась хозяйственная деятельность и природопользование.

### Украинское законодательство
Основным законом, который регламентирует правовой статус чернобыльской зоны, является Закон Украины «О правовом режиме территории, подвергшейся радиоактивному загрязнению вследствие Чернобыльской катастрофы».
В 1990 году Верховный Совет УССР своим указом ввёл в Кодекс Украинской ССР по административным нарушениям статью 46.1 «Нарушение требований режима радиационной безопасности в местностях, подвергшихся радиационному загрязнению». С введением этой статьи запрещалось проникновение на территорию зоны отчуждения без разрешения полномочных органов, самовольное поселение в зоне, уничтожение и повреждение знаков радиационного загрязнения и ограды, вынос стройматериалов, плодов, ягод, грибов, и других пищевых продуктов без соответствующего разрешения. За нарушение полагался штраф.
В 2007 году административная ответственность за самовольное проникновение в зону отчуждения была ужесточена, также была введена статья 267-1 Уголовного кодекса Украины «Нарушение требований режима радиационной безопасности», касающаяся выноса любых вещей из Зоны. Определение запрещённых для выноса вещей и продуктов было расширено. Факт выноса или сбыта вещей из зоны (в частности, даже не загрязнённых радионуклидами грибов и ягод) отныне влекло за собой уголовную ответственность, и каралось не только штрафом, но и тюремным заключением. Коренным образом на принятие таких мер повлияло увеличение числа случаев незаконного вывоза радиоактивно-загрязнённого металла, леса и стройматериалов.

### Белорусское законодательство
В 1989 году указом Верховного Совета БССР в Кодекс Республики Беларусь об административных правонарушениях была добавлена статья 46.1 «Нарушение требований режима радиационной безопасности в местностях, подвергшихся радиоактивному загрязнению». С введением данной статьи на белорусской части территории зоны отчуждения запрещалось проникновение без разрешения соответствующих органов в эту зону, самовольное поселение в ней, уничтожение, повреждение, перенос знаков радиационного загрязнения и ограждений, вынос без разрешения соответствующих органов строительных материалов, топлива, плодово-ягодных насаждений, плодов, ягод, грибов, домашних вещей и других предметов.
В 2007 году в РБ вошёл в силу новый кодекс об административных правонарушениях, существенно переработанный. Бывшая статья 46.1 в новом кодексе получила номер 16.3 и была обновлена. Величина штрафов для обычной категории граждан была увеличена, добавлен отдельный размер взысканий для индивидуальных предпринимателей и для юридических лиц. Величина штрафов для последних была сделана многократно выше, чем для обычных граждан.
26 мая 2012 года вышел закон РБ «О правовом режиме территорий, подвергшихся радиоактивному загрязнению в результате катастрофы на Чернобыльской АЭС».

### Книги
- Маркіян Камиш «Оформляндія», «Ряска».
- Шигапов А. С. Чернобыль, Припять, далее Нигде / О. Саитова. — М.: Эксмо, 2010. — 272 с. — ISBN 978-5-699-38637-6.

### Законодательство
Законы и кодексы Украины
- Статья 46.1. Нарушение требований режима радиационной безопасности в местностях, подвергшихся радиационному загрязнению. / Кодекс Украины об административных правонарушениях (в редакции 19.04.2007) на русском языке, на украинском языке
- Статья 267-1. Нарушение требований режима радиационной безопасности / Уголовный кодекс Украины (в редакции 19.04.2007) на русском языке, на украинском языке

Документы МЧС Украины
- Порядок посещения гражданами Украины, иностранными делегациями и иностранцами зоны отчуждения и зоны безусловного (обязательного) отселения. МЧС Украины (16.12.2010) на русском языке, на украинском языке
- Положение о соблюдении правил радиационной опасности при посещении территории зоны отчуждения и зоны безусловного (обязательного) отселения гражданами Украины, иностранными делегациями и отдельными иностранцами с ознакомительной целью. МЧС Украины (16.12.2010) на русском языке (недоступная ссылка), на украинском языке
- Картограммы радиационного состояния маршрутов зоны отчуждения и безусловного (обязательного) отселения. МЧС Украины (16.12.2010) архив
- Порядок відвідування зони відчуження і зони безумовного (обов’язкового) відселення. МЧС Украины (2.11.2011) на украинском языке

Законы и постановления Республики Беларусь
- Статья 16.3. Hарушение требований режима радиационной безопасности в местностях, подвергшихся радиоактивному загрязнению / Кодекс Республики Беларусь об административных правонарушениях на русском языке
- Положение об обеспечении контрольно-пропускного режима на территории зон эвакуации (отчуждения), первоочередного отселения и последующего отселения, с которых отселено население, и порядке допуска лиц на указанные территории. (Постановление Совета Министров Республики Беларусь от 28 февраля 2006 г. № 299) на русском языке